# Cerro Yana Hunu
Cerro Yana Hunu är ett berg i Bolivia.   Det ligger i departementet Potosí, i den södra delen av landet, 210 km söder om huvudstaden Sucre. Toppen på Cerro Yana Hunu är 4 054 meter över havet, eller 14 meter över den omgivande terrängen. Bredden vid basen är 0,25 km.
Terrängen runt Cerro Yana Hunu är kuperad åt nordväst, men åt sydost är den bergig. Runt Cerro Yana Hunu är det mycket glesbefolkat, med 3 invånare per kvadratkilometer.. Närmaste större samhälle är Santa Bárbara, 17,5 km sydväst om Cerro Yana Hunu. 
Omgivningarna runt Cerro Yana Hunu är i huvudsak ett öppet busklandskap.